# Gliceraldeide-3-fosfato
La gliceraldeide-3-fosfato (spesso abbreviata come G3P) è un intermedio metabolico composto di tre atomi di carbonio.

## Ruolo nella glicolisi e nella gluconeogenesi
La G3P viene prodotta a partire dalle seguenti molecole in seguito ad alcune reazioni reversibili delle due vie metaboliche:
- Fruttosio-1,6-bisfosfato, reazione catalizzata dall'enzima aldolasi (durante la glicolisi);
- Diidrossiacetone fosfato, reazione catalizzata dalla trioso fosfato isomerasi (durante la glicolisi);
- 1,3-bisfosfoglicerato, reazione catalizzata dalla gliceraldeide-3-fosfato deidrogenasi (durante la gluconeogenesi).

Questa molecola è molto importante anche per l'ingresso del glicerolo di origine lipidica (proveniente dai trigliceridi) nelle vie glicolitica e gluconeogenetica. In queste reazioni viene spesso abbreviata come GAP o GADP.
Nella glicolisi, dopo essere stata prodotta dalla scissione del Fruttosio-1,6-bisfosfato, attraverso varie tappe dove vi è il caricamento di due molecole di ATP e l'espulsione di una molecola d'acqua, conduce alla sintesi di due molecole di acido piruvico.

## Ruolo nella fotosintesi
La gliceraldeide-3-fosfato viene spesso chiamata anche 3-fosfogliceraldeide (abbreviata come PGAL), specialmente quando ci si riferisce ad essa come al prodotto della fissazione del carbonio durante il ciclo di Calvin.
Durante la fotosintesi, due molecole di 3-fosfoglicerato vengono prodotte a partire da una di ribulosio-1,5-bisfosfato ed una di anidride carbonica attraverso l'enzima RuBisCO (inizio della fase oscura). Il 3-fosfoglicerato viene ridotto a gliceraldeide-3-fosfato attraverso l'energia fornita da ATP ed il potere riducente del NADPH (provenienti dalla fase luminosa).
La gliceraldeide-3-fosfato, poi, viene ulteriormente processata fino alla produzione di glucosio. Per questo motivo, essa viene considerata come nutriente immediato, utilizzabile negli organismi a metabolismo autotrofo per una veloce produzione di monosaccaridi fondamentali come il glucosio o polisaccaridi di riserva come l'amido.